# 新座片山FC少年団
新座片山FC少年団（にいざかたやまエフシーしょうねんだん）は、埼玉県新座市に拠点を置くサッカークラブチーム。小学生年代のチームのみを有する町クラブである。

## 歴史
1982年4月に片山サッカークラブとして設立された。1988年には全日本少年サッカー大会埼玉県予選で準優勝し、関東大会に初出場。1993年には埼玉県予選で優勝し、初出場した第17回全日本少年サッカー大会（全国大会）ではベスト16となった。1996年の第20回全日本少年サッカー大会では2度目の全国大会出場を果たし、キャプテンの伊藤勇士らを中心として初の全国優勝を飾った。
1999年には3度目の全日本少年サッカー大会出場で5位となった。1998年には全国少年少女草サッカー大会で準優勝。2009年の第33回全日本少年サッカー大会では決勝で名古屋グランパスU-12に敗れて準優勝だった。2011年の第25回全国少年少女草サッカー大会では、決勝でJACPA東京FC U-12を破って初優勝した。
2012年の第36回全日本少年サッカー大会には3年ぶり（8回目）に出場、決勝で柏レイソルU-12を破り、16年ぶり2度目の優勝を飾った。テクニックを重視してワンタッチやツータッチで華麗にパスを回す柏レイソルを相手に、フィジカル能力を活かしたキック・アンド・ラッシュとロングスローを武器に勝負した。
2015年の第29回全国少年少女草サッカー大会では、決勝でバディサッカークラブSを破って4年ぶり2度目の優勝を達成した。

## 特徴

### 指導方針
カテゴリーは幼稚園児・小学生年代（第4種/ジュニア）のみであり、中学生年代（第3種/ジュニアユース）や高校生年代（第2種/ユース）のチームは持たない。コーチは基本的に外部から招聘し、多様な指導観を得られるように務めている。幼稚園から小学4年生までの年代では「楽しくプレーする」指導を行い、小学5年・6年生では「勝利を追求して泥臭くプレーする」指導を行っている。
代表の川原嘉雄は「片山が一番大事とする根性、古臭くて時代に合わない言葉だが、スポーツは最後まであきらめないで頑張ること、即ち、頑張る根性なくして勝負は勝てないである」と語っている。体罰や根性論に対する社会の視線が厳しくなった現代においても、新座片山FCは罰走や「ゲンコツ」などを指導方針に取り入れていることで知られる。このことは日本サッカー協会や埼玉県サッカー協会からも問題視され、代表の川原に対して何度か指導が行われたり、謝罪文の提出が課せられたことがある。体罰に見える「ビンタ」（平手打ち）ではなく、漫画的に見える「ゲンコツ」（グーパンチ）で怒りの指導をおこなっており、周囲に保護者や警察官がいてもこのような厳しい教育的指導を行うという。

### 選手選考
日本で小学生年代を代表するクラブでありながら入団時の選手選考を行わず、能力的に凡庸な選手も断ることなく受け入れている。学年が高くなるにつれて厳格な指導方針を取っており、この指導方針との意見の相違が理由で退団する選手もいる。厳しい指導が原因で選手の判断力を奪っているとする意見もあり、全国屈指の町クラブとしてはJリーガーとなった卒業生が少ないとする声もある。

### プレースタイル
プレーではフィジカル面を重視し、高身長のフォワードに向けてロングボールやロングスローを多用する戦術を採用している。テクニックを伸ばすことが良しとされる小学生年代で、体格を活かしたフィジカル重視のサッカーで短期的な結果を求めることについては厳しい意見もある。相手に足を引っ掛けられても倒れないことを求め、ファールを犯すこと自体を禁止している。2012年の全日本少年サッカー大会優勝時には全員が丸刈り頭だった。

## タイトル
- JFA 全日本U-12サッカー選手権大会

1996年、2012年
- 全国少年少女草サッカー大会

2011年、2015年
- 埼玉県少年サッカー大会

1993年、1994年、1995年、1999年、2002年、2004年
- 埼玉県少年サッカー大会新人戦

1995年、1996年、1997年、1998年、1999年、2000年、2001年、2002年、2003年、2004年
- JA全農杯チビリンピック全国小学生選抜サッカー大会

2004年
出典 : 公式サイト「歴史」

## 全国大会出場歴
- JFA 全日本U-12サッカー選手権大会

1993年（ベスト16）、1996年（優勝）、1999年（5位）、2003年（出場）、2004年（出場）、2005年（出場）、2009年（準優勝）、2012年（優勝）
- 全国少年少女草サッカー大会

1994年(準優勝)、1995年(準優勝)、2001年（準優勝）、2011年（優勝）、2015年（優勝）

## 歴代所属選手

### サッカー選手
- 井上敦史(1977-) : コンサドーレ札幌、ガイナーレ鳥取
- 後藤大輔(1982-) : 横浜F・マリノス、ザスパ草津
- 伊藤勇士(1984-) : 徳島ヴォルティス
- 島田祐輝(1986-) : 水戸ホーリーホック
- 清水慎太郎(1992-) : 大宮アルディージャ、ファジアーノ岡山
- 永井堅梧(1994-) : 松本山雅FC
- 寺山翼(2000-) : FC東京

### フットサル選手
- 市原誉昭(1975-) : 元フットサル日本代表主将、バルドラール浦安、ペスカドーラ町田、湘南ベルマーレ

出典 : 公式サイト「指導目標・団訓」